# Архиепархия Сан-Паулу
Архиепархия Сан-Паулу  (лат. Archidioecesis Sancti Pauli in Brasilia) — архиепархия Римско-Католической церкви с центром в городе Сан-Паулу, Бразилия. В митрополию Сан-Паулу входят епархии Гуарульюса, Кампу-Лимпу, Можи-дас-Крузиса, Озаску, Санту-Амару, Санту-Андре, Сантуса, Сан-Мигел-Паулисты. Кафедральным собором архиепархии Сан-Паулу является церковь Успения Пресвятой Девы Марии и Святого Павла.

## История
6 декабря 1745 года Римский папа Бенедикт XIV издал бреве «Candor lucis aeternae», которым учредил епархию Сан-Паулу, выделив её из архиепархии Сан-Себастьян-до-Рио-де-Жанейро.
27 апреля 1892 года и 8 сентября 1907 года епархия Сан-Паулу передала часть своей территории новым епархиям Куритибы и Кампаньяна.
7 июня 1908 года епархия Сан-Паулу передала часть своей территории новым епархиям Ботукату, Камписнаса, Рибейран-Прету, Сан-Карлоса и Таубате. В этот же день Римский папа Пий X издал буллу «Dioecesium nimiam amplitudinem», которой возвёл епархию Сан-Паулу в ранг архиепархии.
Архиепархия Сан-Паулу позднее передала часть своей территории следующим церковным структурам:
- 4 июля 1924 года — епархиям Сантуса и Сорокабы;
- 24 июля 1925 года — епархии Браганса-Паулисты;
- 18 июля 1954 года — епархии Санту-Андре;
- 19 апреля 1958 года — архиепархии Апаресиды;
- 9 июня 1962 года — епархии Можи-да-Крузиса;
- 7 ноября 1966 года — епархии Жундиаи;
- 15 марта 1989 года — епархиям Кампу-Лимпу, Озаску, Санту-Амару и Сан-Мигел-Паулисты.

## Ординарии архиепархии
- епископ Bernardo Rodrigues Nogueira (15.12.1745 — 7.11.1748);
- епископ Antônio da Madre de Deus Galvão (16.03.1750 — 19.03.1764);
- епископ Manuel da Ressurreição (17.06.1771 — 21.10.1789);
- епископ Miguel da Madre de Deus da Cruz (17.12.1791 — 22.01.1795);
- епископ Mateus de Abreu Pereira (1.06.1795 — 5.05.1824);
- епископ Manuel Joaquim Gonçalves de Andrade (25.06.1827 — 26.05.1847);
- епископ Antônio Joaquim de Melo (5.05.1851 — 16.02.1861);
- епископ Sebastião Pinto do Rêgo (11.05.1861 — 30.04.1868);4
- епископ Lino Deodato Rodrigues de Carvalho (21.05.1871 — 19.08.1894);
- епископ Жоаким Арковерде де Албукерке Кавалканти (19.08.1894 — 24.08.1897) — назначен архиепископом Рио-де-Жанейро;
- епископ Antônio Cândido Alvarenga  (28.11.1898 - 1.04.1903);
- епископ José de Camargo Barros (9.11.1903 — 4.08.1906);
- архиепископ Leopoldo Duarte e Silva (18.12.1906 — 13.11.1938);
- архиепископ José Gaspar d’Afonseca e Silva (29.07.1939 — 27.08.1943);
- кардинал Карлуш Кармелу де Вашконшелош Мотта (13.08.1944 — 18.04.1964) — назначен архиепископом Апаресиды;
- кардинал Агнелу Росси (1.11.1964 — 22.10.1970);
- кардинал Паулу Эваристу Арнс (22.10.1970 — 15.04.1998);
- кардинал Клаудиу Хуммес (15.04.1998 — 31.10.2006);
- кардинал Одилиу Педру Шерер (21.03.2007 — по настоящее время).

## Источник
- Annuario Pontificio, Libreria Editrice Vaticana, Città del Vaticano, 2003, ISBN 88-209-7422-3
- Бреве Candor lucis aeternae, Raffaele de Martinis, Iuris pontificii de propaganda fide. Pars prima, III, Romae 1890, p. 304  (лат.)